# 瀬戸山知花
瀬戸山 知花（せとやま ちか1994年3月14日 - ）は、日本のフリーアナウンサー・イラストレーター。キャッチコピーは「描けるアナウンサー」栃木県小山市出身。ジョイスタッフ所属。

## 来歴・人物
- 2012マロニエメイツ
- 平成25年度とちぎフレッシュメイト
- 第36期宝くじ「幸運の女神」

## 出演

### テレビ
- おはよう!とちぎの朝（とちぎテレビ） キャスター
- 東京シティ競馬中継（TOKYO MX） 中継キャスター[1]
- 南関東地方競馬チャンネル（スカパー・ブロードキャスティング） 中継キャスター
- ウィークリー千葉県（千葉テレビ） レポーター
- としま情報ライブ いとなみ（としまテレビ） 中継リポーター

### ラジオ
- ネッツトヨタ湘南 presents SHONAN JOYFUL DRIVE（FMヨコハマ、2017年4月2日[3] - 2018年3月25日[4]） 中継リポーター
- アグリ倶楽部38（栃木放送） リポーター

### 映画
- 22年目の告白 -私が殺人犯です- リポーター役